# Književnost u 1817.
◄◄ | ◄ | 1814. | 1815. | 1816. | 1817.  | 1818. | 1819. | 1820. | ► | ►►
Arhitektura • Astronomija • Biologija • Glazba • Kazalište • Kemija • Kiparstvo • Knjige • Književnost • Kršćanstvo • Meteorologija • Medicina • Politika • Pravo • Promet • Slikarstvo • Šport • Znanost
Književnost u 1817.

## Svijet

### Rođenja
- 30. studenog – Theodor Mommsen,  njemački povjesničar, arheolog, novinar, političar i pravnik († 1903.)

### Smrti
- 18. srpnja – Jane Austen, engleska spisateljica romana (* 1775.)

## Hrvatska i u Hrvata

### Rođenja
- 4. veljače – Matija Mažuranić, hrvatski književnik i putopisac († 1881.)

## Vanjske poveznice
|  | Zajednički poslužitelj ima još gradiva o temi Književnost u 1817. |